# 12838 Adamsmith
12838 Adamsmith è un asteroide della fascia principale. Scoperto nel 1997, presenta un'orbita caratterizzata da un semiasse maggiore pari a 2,8830628 UA e da un'eccentricità di 0,0648710, inclinata di 1,16913° rispetto all'eclittica.